# Víctor Rosales
El mariscal de campo Víctor Rosales fue un insurgente mexicano de la Independencia de México.

## Vida
Nació en Zacatecas, Zacatecas, en 1776. Estudió leyes en la Real y Pontificia Universidad de México, pero fue expulsado por ser desafecto al gobierno de la Nueva España. Al no poder concluir sus estudios, regresó a Zacatecas a dedicarse al comercio.
Durante el inicio del movimiento independentista, Víctor Rosales se encontraba en su ciudad natal, uniéndose más tarde a las fuerzas de Ignacio López Rayón, al paso de los insurgentes mientras se dirigían al norte. Con la captura de los principales dirigentes del movimiento en Acatita de Baján, Rayón regresó al sur, tomando Zacatecas el 17 de abril de 1811, logrando ganar armas y dinero a su causa.
Intentando formar una Junta para reorganizar el movimiento insurgente y temiendo un ataque realista desde San Luis Potosí, Rayón marchó con dirección a Michoacán, dejando a Víctor Rosales como jefe de la guarnición de Zacatecas, que además protegió la retaguardia de Rayón en su camino al sur mexicano. Rosales libró batalla en Uruapan bajo el mando de José Sixto Verduzco y se unió a su división durante el ataque a Valladolid, tocándole amagar la garita de Santa Catarina en enero de 1813. Después de la derrota en la Batalla de Puruarán, regresó a Zacatecas para quitarles la plaza a las fuerzas realistas.
El 25 de septiembre de 1813, Rosales intentó tomar la capital del estado, sin embargo solo logró apoderarse de unos cañones realistas que se encontraban en la antigua plaza de San Agustín. En su retirada, su hijo Timoteo Rosales, de tan solo doce años de edad, cayó en manos realistas, ejecutándolo como acto de represalia hacia Rosales y escarmiento a los que apoyaban a la causa insurgente.
Luego de esto, tuvo un combate en Ciénega de Gallardo, sin poder tomar Aguascalientes por falta de municiones. En 1814 puso su base en Valle de Santiago y operó en la provincia de Guanajuato. Con el grado de mariscal de campo fue comandante general de las provincias de Zacatecas y Michoacán. Finalmente, el 20 de mayo de 1817 libró su última batalla en el rancho de la Campana, en Ario, Michoacán, muriendo luego de enfrentar a las fuerzas de Manuel Muñiz (exinsurgente que se había indultado) y Miguel Barragán.
El 19 de julio de 1823 fue declarado Benemérito de la Patria en grado Heroico por el Congreso de la República Mexicana y su nombre se encuentra inscrito en letras de oro en los muros del H. Congreso de la Unión.
El municipio de Calera en el estado de Zacatecas fue erigido en 1901 y honorado con su nombre. 

En agosto de 2010 se confirmó que sus restos descansan en el monumento a la Independencia al lado de otros trece héroes de la gesta independentista.